# Torre de l'Aljama
La Torre de l'Aljama, també coneguda com Porche de San Antonio, és una de les catorze torres de les muralles d'Alpont. Durant el període islàmic i baix medieval va ser la principal porta d'accés a la població. Tradicionalment vinculada a l'administració local -aljama significa ajuntament-, va ser casa de la vila fins al 2012.
La torre, amb la resta de les muralles i el castell, està protegida com bé d'interés cultural inscrit a l'Índex General del Patrimoni Cultural Valencià amb el número 46.036-9999-000001 (Castell i muralles).

## Descripció
El conjunt urbà d'Alpont ocupa dos vessants situats un davant de l'altre, amb una zona intermèdia en forma d'altiplà. Un vessant es forma a la cara oest de la roca del castell que queda a l'est de la població, sobre l'altiplà on s'hi troba el poblat. La Torre Aljama s'eleva sobre un sòl abrupte i irregular, el pendent del qual baixa cap al nord. Ha quedat ubicada al centre de la població, de manera que té a l'oest la principal artèria de comunicació, la carretera CV-345, i a l'est la plaza de la Corte.
És un edifici de dues plantes amb una entreplanta. La planta inferior inclou un espai de dependències parroquials. Al costat d'aquest es troba el saló on es van celebrar les Corts del Regne el 1319 i 1383. I a continuació es troba la porta fortificada, que inclou un espai que servia com a calabós.
L'entreplanta acull, a més dels accessos a les parts superiors de la torre i el calabós, un saló de juntes. Al pis superior és on hi ha el que era saló consistorial, una habitació de 21 per 6,5 metres, així com arxius i una trapa que és l'únic accés al calabós.
La torre de la porta daccés a la vila és un prisma amb una planta de 13 per 10,5 metres disposada en perpendicular a les muralles, i una alçada de 16 metres. És una porta de colze en 90º, amb una porta amb rasclet que condueix a l'espai interior de la torre que alhora permet una sortida necessàriament en angle recte.
La dificultat intencionada del pas es reforça amb les dimensions de les obertures de les portes, que són de 2,66 metres d'amplada i 2,86 metres d'alçada màximes.

## Història
L'origen de la torre i de la resta del conjunt de muralles es remunta al segle XI, període en què es va constituir la taifa d'Alpont (al-Būnt). Aleshores l'estructura es limitava a la torre amb porta a colze. Ampliant aquesta estructura i sobre les seues restes, es va edificar una torre de maçoneria. Consta que el 30 de setembre de 1259, Jaume I va donar 2000 sous per a la reparació de les muralles d'Alpont, import que s'havia d'extreure de les peites de Llíria de l'any 1260.
Al segle XV les muralles andalusines van ser adaptades a les necessitats bèl·liques del moment. Al XVI es va afegir el Saló Consistorial i es van eliminar els merlets.
A la dècada de 1970 es van dur a terme obres de restauració, així com la reposició parcial de l'emmerletat. El 2012 l'edifici va deixar d'utilitzar-se com a ajuntament.